# Даудов Марат Магомедович
Марат Магомедович Даудов (нар. 3 серпня 1989, Луганськ, УРСР) — український футболіст, півзахисник «Краматорська».

## Кар'єра гравця
Вихованець луганського футболу. Після завершення навчання грав у дублі «Зорі». У 2007 році половину сезону провів в оренді в алчевській «Сталі». Серед «сталеварів» Даудов був основним гравцем команди, заповнюючи вакансію юнака 1989 року народження, який за регламентом змагань повинен був бути присутнім на поле в кожній з команд першої ліги. Всього в алчевському клубі 18-річний футболіст провів 15 матчів, відзначився 1 голом. У 2008 році луганський тренер «Геліоса» Юрій Погребняк запросив молодого футболіста у свою команду. У «Геліосі» зі згодом став одним з ключових гравців, в сезоні 2009/10 років разом з Юрієм Фоменко був найкращим бомбардиром команди. У тому сезоні 20-річний футболіст забив 7 м'ячів і віддав 5-7 результативних передач.
У лютому 2012 року Даудов підписав контракт з клубом «Нафтовик-Укрнафта». За час, проведений в охтирському клубі, непогано проявив себе на лівому фланзі півзахисту. За рік зіграв 31 матч, забив 4 м'ячі та віддав 2 результативні передачі. У грудні того ж року після закінчення терміну контракту він покинув клуб в статусі вільного агента. Після цього проходив перегляд у «Севастополі». Уклав контракт з першоліговим ФК «Суми». Через пів року був запрошений в запорізький «Металург», який тренував Сергій Пучков. За підсумками проведеного з командою турецького збору була досягнута принципова домовленість про підписання повноцінного контракту, але футболіст в Запоріжжі не залишився.
Взимку 2014 року проходив перегляд у солігорському «Шахтарі», але не справив належного враження на тренерський штаб білоруської команди і покинув розташування гірників. Продовжив кар'єру в ФК «Полтава».
Влітку 2014 року Даудов уклав контракт з клубом вірменської Прем'єр-ліги «Гандзасар», який на той час тренував Сергій Пучков. У першій половині чемпіонату Вірменії футболіст провів 14 матчів (з 15 командних), відзначившись у них двома голами та 6-ма результативними передачами. У «Гандзасарі» грав на позиції як лівого півзахисника, так і правого півзахисника. Під час зимової перерви в чемпіонаті тренер Пучков покинув вірменський клуб. Вслід за ним з команди пішли й українські легіонери Олексій Пінчук, Борис Орловський, Антон Монахов та Артем Прошенко. Марат Даудов і ще один українець Василь Палагнюк залишилися в команді.
На початку 2015 року перейшов у «Гірник-спорт». 25 листопада того ж року було оголошено про припинення співпраці між гравцем і клубом «Гірник-спорт». Після відходу з «Гірника-спорту», Марат продовжив кар'єру в клубі «Гірник» (Кривий Ріг), зігравши за них один матч, в якому він відзначився голом і гольовою передачею, що допомогло його команді в підсумку перемогти свій колишній клуб з рахунком 3:1, Марат був замінений на 35 хвилині через травму привідного м'яза. На жаль, в іграх, що залишилися, він участі взяти не зміг.
У червні 2016 року Марат підписав річний контракт з чемпіоном Вірменії ФК «Алашкерт», куди перебрався зі ще двома українцями, Антоном Савіним і Дмитром Ховбошею. За новий клуб Даудов не зіграв жодного матчу ні в чемпіонаті, ні в єврокубках через організаційні питання, і вже в серпні того ж року підписав контракт з історичним грандом вірменського футболу — Араратом, який йшов на останньому, 6-му місці у вірменській вищій лізі.
20 вересня 2018 року став гравцем рівненського «Вереса», підписавши контракт строком на один рік.

## Особисте життя
Брат Марата, Даудов Руслан Рамазанович, також займався футболом на професійному рівні.